# Rudi Resch
Rudi Resch (* 17. Februar 1983 in Bozen) ist ein italienischer Naturbahnrodler. Er gewann zwei Medaillen bei Juniorenwelt- und Europameisterschaften und bisher ein Rennen im Weltcup. Im Jahr 2010 wurde er Italienischer Meister im Einsitzer.

## Karriere
Resch nahm ab 2000 an internationalen Juniorenmeisterschaften teil. Die erste Medaille gewann er mit dem zweiten Platz hinter Florian Breitenberger bei der Junioreneuropameisterschaft 2001 in seinem Heimatort Tiers. Ein Jahr später gewann er bei der Juniorenweltmeisterschaft 2002 in Gsies die Bronzemedaille. Zuvor hatte er bei der Europameisterschaft 2002 in Frantschach-Sankt Gertraud erstmals an einem Titelkampf in der Allgemeinen Klasse teilgenommen, kam dabei aber nur auf den 18. Platz.
Ab der Saison 2002/2003 ging Resch neben dem Interkontinentalcup, in dem er bereits mehrere Podestplätze und Siege erreicht hatte, auch im Weltcup an den Start. Bei seinem Debüt am 22. Dezember 2002 erzielte er den siebenten Platz, kam er bei seinen weiteren beiden Weltcupstarts in diesem Winter nicht mehr unter die besten zehn. Bei der Junioreneuropameisterschaft 2003 in Kreuth kam er wegen eines verpatzten dritten Laufes nur auf Platz 26. Bei der Weltmeisterschaft 2003 in Železniki fuhr er hingegen auf Platz acht.
In der Saison 2003/2004 bestritt Resch wieder drei Weltcuprennen und erreichte als bestes Ergebnis den sechsten Platz beim Finale in Aurach. Bei der Europameisterschaft 2004 in Hüttau kam er nur auf Platz 17. Im nächsten Winter war Resch nur noch beim Weltcupauftakt in Campill dabei und startete danach längere Zeit ausschließlich im Interkontinentalcup, wo er mehrere Podestplatzierungen erreichte. Auch bei Großereignissen war Resch von 2005 bis 2007 nicht am Start, erst 2008 konnte er sich wieder für die Europameisterschaft in Olang qualifizieren, wo er den fünften Platz erreichte. Danach kam er auch wieder im Weltcup zum Einsatz. Am Beginn der Saison 2007/2008 hatte er mit Philipp Antholzer sein einziges Weltcuprennen im Doppelsitzer bestritten, das sie auf dem achten Platz beendeten.
Seit der Saison 2008/2009 ist Resch fixer Bestandteil der italienischen Weltcupmannschaft. Mit insgesamt vier Top-10-Ergebnissen, darunter ein vierter Platz beim Saisonfinale in Nowouralsk, erzielte er in diesem Winter den neunten Platz im Gesamtweltcup. Neunter wurde er auch bei der Weltmeisterschaft 2009 in Moos in Passeier. In der Saison 2009/2010 gelangen Resch mit zwei zweiten Plätzen in Latsch und Latzfons seine ersten Podestplätze im Weltcup. In der Gesamtwertung erreichte er damit den sechsten Platz. Bei der Europameisterschaft 2010 in St. Sebastian kam er allerdings nur auf Platz zwölf.
Nach drei Top-10-Ergebnissen zu Beginn der Weltcupsaison 2010/2011 feierte Resch im vierten Rennen am 23. Januar 2011 im österreichischen Kindberg seinen ersten Weltcupsieg. Eine Woche später belegte er bei der Weltmeisterschaft 2011 in Umhausen den fünften Platz. Die Weltcupsaison schloss Resch mit einem dritten Platz beim Finale in Olang ab, womit er im Gesamtklassement den vierten Platz erreichte. Ähnliche Resultate erzielte Resch auch in der Saison 2011/2012: Er fuhr im Weltcup zweimal auf das Podest (dritte Plätze in Latzfons und Železniki) und wurde im Gesamtweltcup Fünfter. Bei der Europameisterschaft 2012 in Nowouralsk belegte er Platz acht im Einsitzer.

## Erfolge

### Weltmeisterschaften
- Železniki 2003: 8. Einsitzer
- Moos in Passeier 2009: 9. Einsitzer
- Umhausen 2011: 5. Einsitzer

### Europameisterschaften
- Frantschach 2002: 18. Einsitzer
- Hüttau 2004: 17. Einsitzer
- Olang 2008: 5. Einsitzer
- St. Sebastian 2010: 12. Einsitzer
- Nowouralsk 2012: 8. Einsitzer

### Juniorenweltmeisterschaften
- Gsies 2002: 3. Einsitzer

### Junioreneuropameisterschaften
- Umhausen 2000: 9. Einsitzer
- Tiers 2001: 2. Einsitzer
- Kreuth 2003: 26. Einsitzer

### Weltcup
- 4. Gesamtrang im Einsitzer in der Saison 2010/2011
- 5. Gesamtrang im Einsitzer in der Saison 2011/2012

- 6 Podestplätze, davon 1 Sieg:

| Datum           | Ort      | Land       | Disziplin |
| --------------- | -------- | ---------- | --------- |
| 23. Januar 2011 | Kindberg | Österreich | Einsitzer |

### Italienische Meisterschaften
- Italienischer Meister im Einsitzer 2010